# بالانو
بالانو (به فرانسوی: Balanod) یک کمون (فرانسه) در فرانسه است که در ژورا واقع شده‌است. بالانو ۴٫۹۳ کیلومتر مربع مساحت دارد.